# Mułki
Mułki (deutsch Klein Maulen) war ein Ort in der polnischen Woiwodschaft Ermland-Masuren. Seine Ortsstelle befindet sich im Bereich der Gmina Płoskinia (Landgemeinde Plaßwich) im Powiat Braniewski (Kreis Braunsberg).
Die Ortsstelle von Mułki liegt östlich des Passarge-Stausees (auch: Talsperre Pettelkau, polnisch Jezioro Pierzchalskie) im Nordwesten der Woiwodschaft Ermland-Masuren, elf Kilometer südöstlich der Kreisstadt Braniewo (Bauansberg).
Der Ort Klein Maulen bestand aus ein paar kleinen Höfen. Im Jahrre 1874 wurde er als eine Landgemeinde in den neu errichteten Amtsbezirk Schalmey (polnisch Szalmia) im ostpreußischen Kreis Braunsberg, Regierungsbezirk Königsberg, aufgenommen. und zählte im Jahre 1910 33 Einwohner. Am 17. Oktober 1928 verlor Klein Maulen seine Eigenständigkeit und wurde mit dem Nachbarort Blieshöfen (polnisch Bliżewo) nach Schöndamerau (polnisch Dąbrowa) eingemeindet.
Als 1945 in Kriegsfolge das gesamte südliche Ostpreußen an Polen abgetreten wurde, erhielt Klein Maulen die polnische Namensform „Mułki“. Der Ort wurde aber nicht mehr offiziell genannt, ist vielleicht in einem Nachbarort aufgegangen. Offiziell ist er untergegangen. Seine nicht mehr erkennbare Ortsstelle liegt in der Gmina Płoskinia (Landgemeinde Plaßwich) im Powiat Braniewski (Kreis Braunsberg), von 1975 bis 1998 der Woiwodschaft Elbląg, seither der Woiwodschaft Ermland-Masuren zugehörig.
Bis 1945 war Klein Maulen in die römisch-katholische Pfarrei Schalmey (polnisch Szalmia) im damaligen Bistum Ermland, außerdem in die evangelische Kirche Braunsberg (Braniewo) in der Kirchenprovinz Ostpreußen der Kirche der Altpreußischen Union eingegliedert.
Die Ortsstelle von Mułki resp. Klein Maulen liegt nördlich der einer von Chruściel (Tiedmannsdorf) über Dąbrowa (Schöndamerau) nach Czosnowo (Knobloch) führenden Nebenstraße. Eine Bahnanbindung besteht nicht.